# 妙蓮寺 (江戸川区中葛西)
妙蓮寺（みょうれんじ）は、東京都江戸川区にある日蓮宗の寺院。

## 歴史
1666年（寛文6年）、日武上人によって開山された。日武上人は妙勝寺第14世住職であり、その隠居寺として建てられたものである。
境内には、「毘沙門堂」があり、毘沙門天像が安置されている。伝教大師最澄の作といわれている。この像は元々鎌倉の薬王寺にあったものだが、第6世住職日意が信徒を引き連れて薬王寺に赴き、譲ってもらったという。それゆえ「毘沙門様のお寺」という異名を持つ。かつては疫病蔓延時に出開帳して疫病退散を行っていたという。

## 交通アクセス
- 西葛西駅より徒歩14分（経路案内）。
- 葛西駅より徒歩14分（経路案内）。